# Krzyżanowice (gromada w powiecie pińczowskim)
Krzyżanowice (alt. Krzyżanowice-Gacki) – dawna gromada, czyli najmniejsza jednostka podziału terytorialnego Polskiej Rzeczypospolitej Ludowej w latach 1954–1972.
Gromady, z gromadzkimi radami narodowymi (GRN) jako organami władzy najniższego stopnia na wsi, funkcjonowały od reformy reorganizującej administrację wiejską przeprowadzonej jesienią 1954 do momentu ich zniesienia z dniem 1 stycznia 1973, tym samym wypierając organizację gminną w latach 1954–1972.
Gromadę Krzyżanowice  z siedzibą GRN w Krzyżanowicach(-Gackach) (obecna nazwa to Gacki) utworzono – jako jedną z 8759 gromad na obszarze Polski – w powiecie pińczowskim w woj. kieleckim, na mocy uchwały nr 13h/54 WRN w Kielcach z dnia 29 września 1954. W skład jednostki weszły obszary dotychczasowych gromad Krzyżanowice-Gacki, Kowala, Krzyżanowice Dolne i Krzyżanowice Średnie ze zniesionej gminy Zagość w tymże powiecie. Dla gromady ustalono 9 członków gromadzkiej rady narodowej.
Gromada przetrwała do końca 1972 roku, czyli do kolejnej reformy gminnej. 1 stycznia 1973 utworzono gminę Gacki z siedzibą w Gackach.